# 包贾尼·拉约什
内梅图伊瓦尔伯爵包贾尼·拉约什·费伦茨·约瑟夫（匈牙利語：Gróf németújvári Batthyány Lajos Ferenc József，1806年2月14日—1849年10月6日），匈牙利政治家，1848年匈牙利革命期间首届代议制政府首相，为马扎尔人独立而献身的烈士。

## 出生
包贾尼1806年2月14日出生在普雷斯堡(现在的布拉迪斯拉发，匈牙利人称为波若尼)，地主家庭出生，他的父亲是包贾尼·约瑟夫·桑德尔伯爵(1777–1812)，母亲博巴拉·什凯莱齐(Borbála Skerlecz，死于1834年)。在他父母离婚后他与他的母亲和弟弟搬到维也纳居住，在寄宿学校读书。

### 早年
在16岁的时候，包贾尼完成寄宿学校的学业，进入萨格勒布市的学院(现在的克罗地亚萨格勒布大学)。到1826年他在意大利服役四年，在那里他被晋升为中尉，并获得了萨格勒布大学的法学士学位。1827年开始经营农庄，饲养马匹，后来扩展到其他动物育种和建立了匈牙利经济协会。在他的农场里还养蚕，种植了5万多棵桑树。曾游历西欧。
1830年，他成为了匈牙利上议院的贵族和国会议员，1834年12月他娶了齐奇·卡罗伊和包贾尼·安东尼娅的女儿安东尼娅，他们的孩子是：包贾尼·阿玛莉亚(Amália Batthyány，1837–1922)、包贾尼·伊洛娜(Ilona Batthyány，1842–1929)和包贾尼·埃莱梅尔(Elemér Batthyány，1847–1932)。包贾尼的朋友说是安东尼娅(他的妻子)鼓励他在政治上承担更大的责任。

### 包贾尼，改革的政治家
1840年包贾尼成为反对党的领袖，起草了一份改革计划，批评了哈布斯堡王朝的内政和外交政策。议会解散后，包贾尼搬到佩斯，1845年当选为中央选举办公室主席。1847年3月15日成为匈牙利左翼运动(Maverick Party)的创始人，并担任第一任主席。他是科苏特·拉约什的支持者，科苏特是众议院反对党的领袖，包贾尼则是上议院反对党的领袖。

### 包贾尼政府

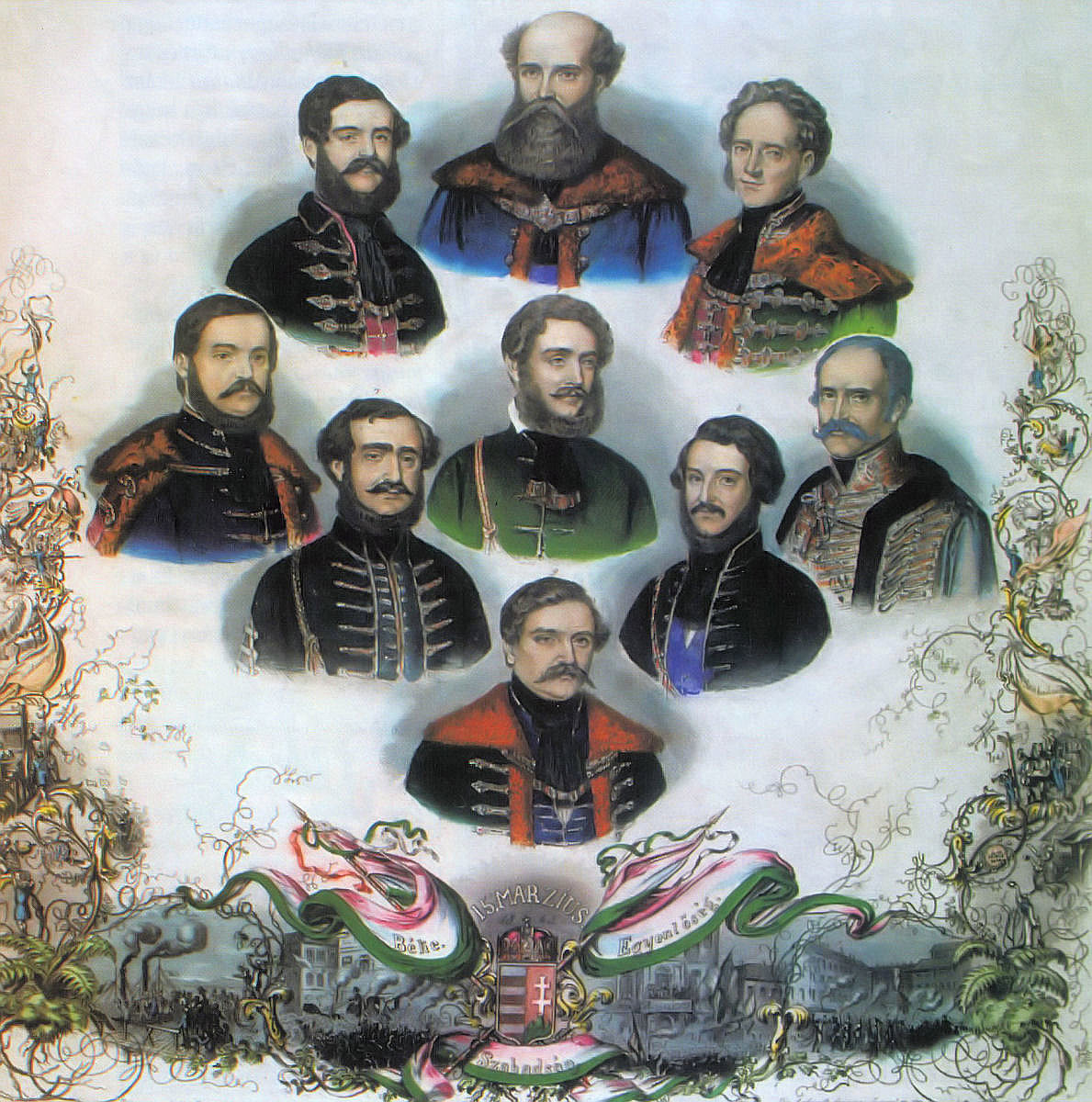
包贾尼政府

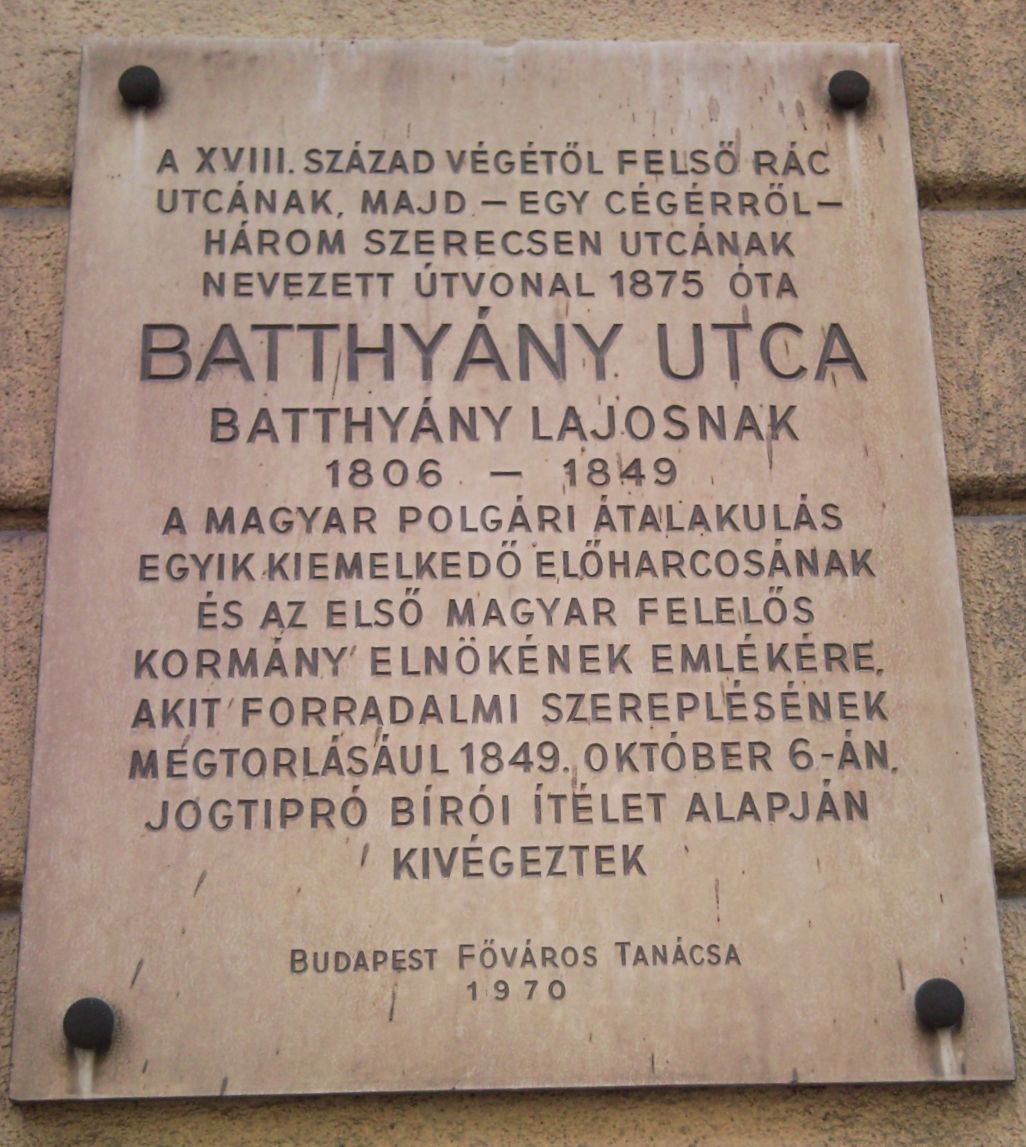
匈牙利布达佩斯包贾尼街的纪念牌匾。

1848年3月17日，斐迪南一世皇帝批准包贾尼成立第一届匈牙利议会，1848年3月23日，作为国家元首，包贾尼向议会推荐他的内阁。1848年4月11日就任首任首相，当时匈牙利的内政和外交政策并不稳定，包贾尼面临许多问题。他的第一个和最重要的行动是组织地方政府的武装力量。他建立了民兵组织，他们的工作是确保内部安全。在5月他开始组织独立的匈牙利革命军队。包贾尼控制了民兵组织直到梅萨洛什·拉扎尔返回。同时他是陆军大臣。
包贾尼是一个非常有能力的领导人，但他夹在奥地利君主政体和匈牙利分裂分子的冲突之间。他的目的是君主立宪制国家，旨在保持宪法，但皇帝对他的工作并不满意。不久包贾尼和他的政府辞职，科苏特·拉约什和梅萨洛什·拉扎尔留任。在匈牙利领主斯蒂芬大公的要求下，包贾尼再次担任首相，9月13日包贾尼站到革命者的一边，宣布叛乱，反对奥地利，内战爆发。在奥地利皇帝的命令下，匈牙利领主斯蒂芬大公辞职离开匈牙利。皇帝不承认9月25日的新政府，提名弗朗茨·菲利普·冯·朗贝格伯爵作为匈牙利军队的指挥官，但是他1848年9月28日在佩斯被叛军所杀。与此同时，包贾尼再次前往维也纳寻求皇帝的妥协。
匈牙利革命军队9月29日在Pákozd之战中击败克罗地亚人，包贾尼意识到他不能与皇帝妥协，10月2日，他再次辞职并提名瓦伊·米克洛什作为自己的接班人。同时包贾尼辞去了他的议会席位。

### 死刑

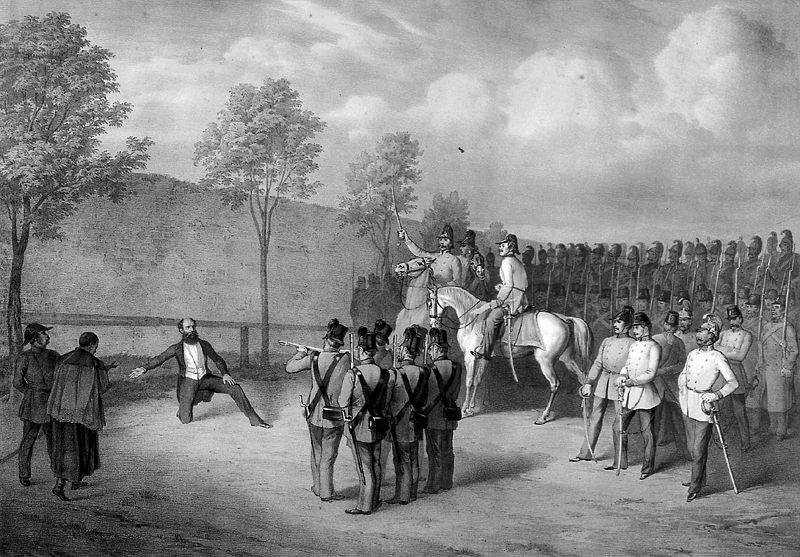
包贾尼的死刑

包贾尼以一名普通士兵的身份加入军队。1848年10月11日他从马背上摔了下来，折断了一支胳膊。1849年1月8日回到佩斯，在卡罗伊宫他被奥地利军队逮捕，并关押在布达兵营。当匈牙利军队接近佩斯时，包贾尼被转移到波若尼、卢布尔雅那和奥尔米茨(现在捷克共和国的奥洛穆茨)。
1849年8月16日，在奥尔米茨，军事法庭判处包贾尼绞刑。包贾尼的妻子在探问他时偷偷带了一柄小刀给他，临刑前夕，包贾尼试图用小刀割开静脉自杀，但未成功。因为脖子上的伤疤，法院改变了判决，以煽动叛乱罪由行刑队处决。
10月6日早晨，包贾尼被麻醉后带出监狱，行刑队决定射击他的头部。他跪在行刑队的前面，喊道:(“我的祖国万岁!来吧，猎人们!”)。
他的死刑引起了匈牙利全国人民的悲恸，使欧洲舆论一致对奥地利进行谴责。包贾尼的葬礼在市中心的方济会教堂举行，1867年奥匈帝国合并后，1870年他的遗体被搬到新建的凯赖派希公墓(Kerepesi Cemetery)。

## 作品
包贾尼议会演讲被保存在当代的日记和政治报纸中。他的文章《on growing sugar beet》被印在1842年期刊上。

## 遗迹
- 凯赖派希公墓的包贾尼陵墓(匈牙利布达佩斯)，Albert Schickedanz建造。
- 包贾尼的画像，Miklós Barabás油画。
- Batthyány Örökmécses (roughly, "monument") in Budapest
- 布达佩斯的包贾尼广场和包贾尼街。2008年在包贾尼广场矗立了他的雕像。
- The Batthyány Lajos Trust (founded in 1991)
- 包贾尼协会纪念章[4]，发布于1994年，由László Szlávics, Jr.设计。

## 祖先
| 包贾尼·拉约什，内梅图伊瓦尔伯爵 | 父亲: 包贾尼·约瑟夫·桑德尔伯爵 | 祖父: 包贾尼·米克萨伯爵           | 曾祖父: 包贾尼·齐格蒙德伯爵                         |
| 包贾尼·拉约什，内梅图伊瓦尔伯爵 | 父亲: 包贾尼·约瑟夫·桑德尔伯爵 | 祖父: 包贾尼·米克萨伯爵           | 曾祖母: Rozália von Lengheim                        |
| 包贾尼·拉约什，内梅图伊瓦尔伯爵 | 父亲: 包贾尼·约瑟夫·桑德尔伯爵 | 祖母: Magdolna Flässer            | Paternal Great-grandfather:                         |
| 包贾尼·拉约什，内梅图伊瓦尔伯爵 | 父亲: 包贾尼·约瑟夫·桑德尔伯爵 | 祖母: Magdolna Flässer            | Paternal Great-grandmother:                         |
| 包贾尼·拉约什，内梅图伊瓦尔伯爵 | 母亲: 博巴拉·什凱萊齊          | 外祖父: 什凱萊齊·费伦茨·德·伦尼察 | 外曾祖父:                                           |
| 包贾尼·拉约什，内梅图伊瓦尔伯爵 | 母亲: 博巴拉·什凱萊齊          | 外祖父: 什凱萊齊·费伦茨·德·伦尼察 | 外曾祖母:                                           |
| 包贾尼·拉约什，内梅图伊瓦尔伯爵 | 母亲: 博巴拉·什凱萊齊          | 外祖母: Rozália Kis de Nemes-Kér  | Maternal Great-grandfather: Sándor Kis de Nemes-Kér |
| 包贾尼·拉约什，内梅图伊瓦尔伯爵 | 母亲: 博巴拉·什凱萊齊          | 外祖母: Rozália Kis de Nemes-Kér  | Maternal Great-grandmother: Zsófia Daróczy          |

## 画廊

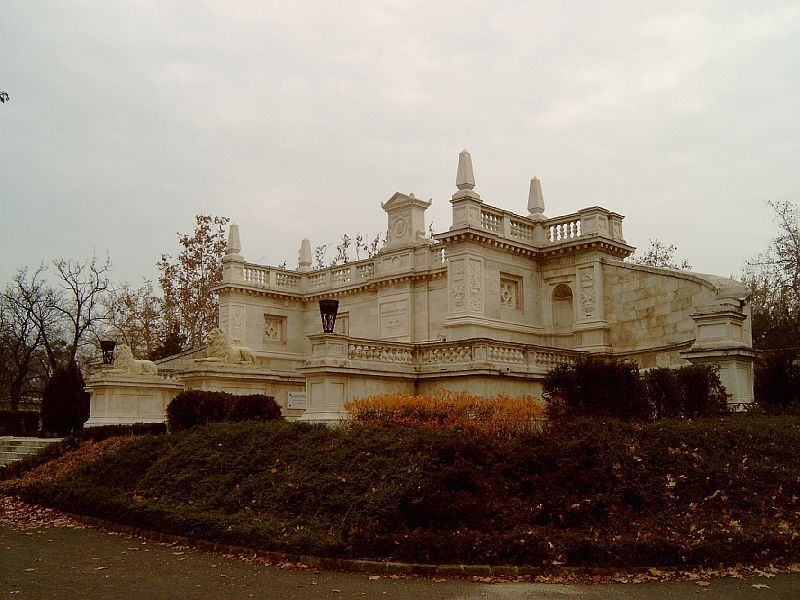
包贾尼陵墓
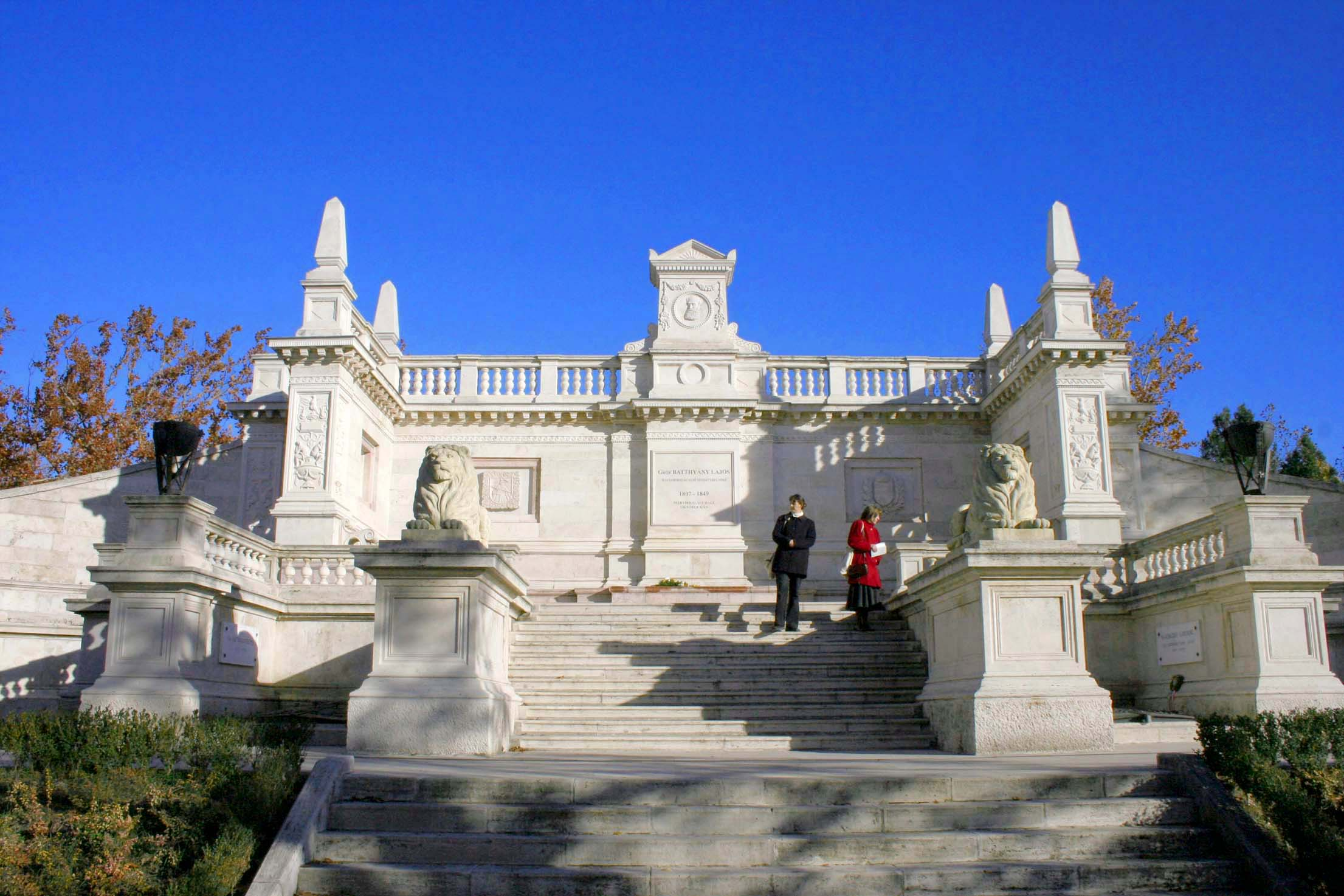
翻修后的包贾尼陵墓
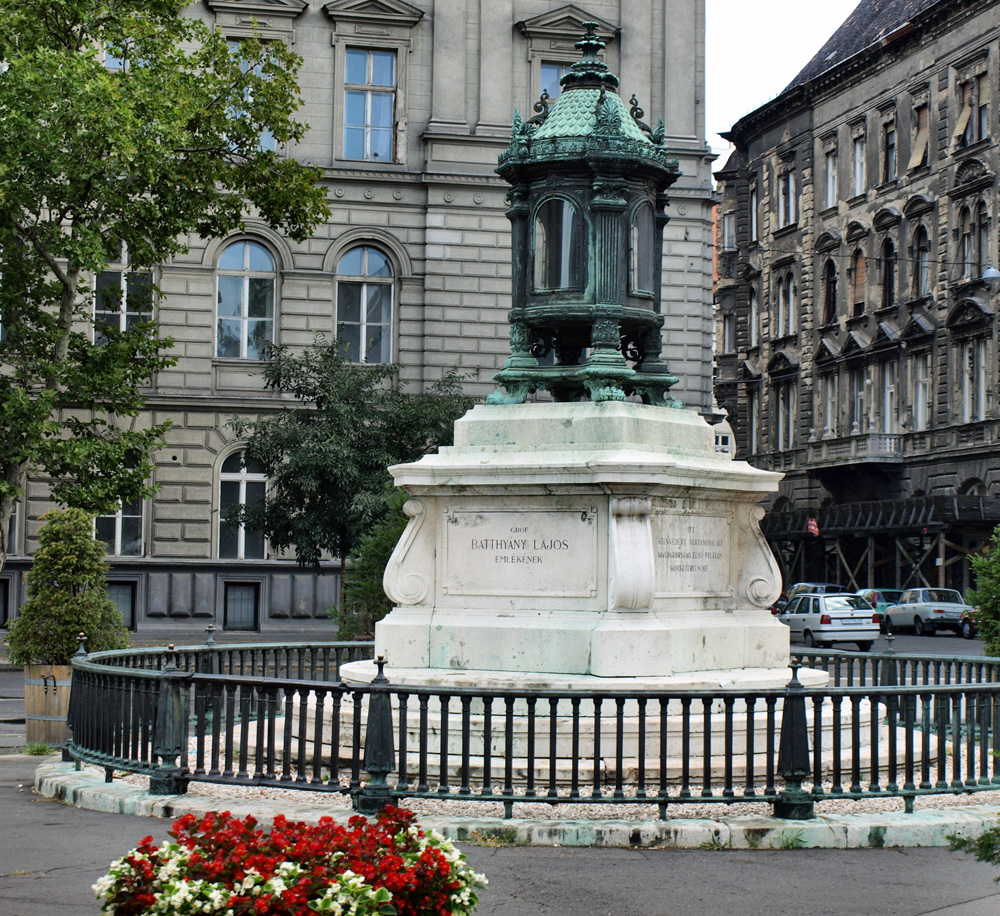
Batthyány Örökmécses (纪念碑)